# Пінкензон Абрам Володимирович

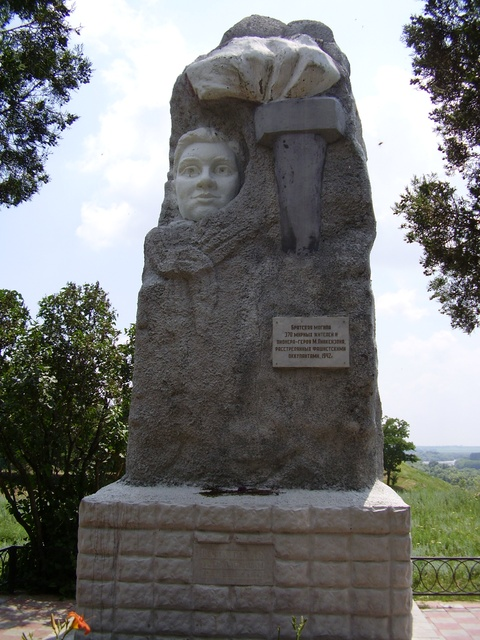
Пам'ятник у місті Усть-Лабінськ

Абрам Володимирович (Муся) Пінкензон (5 грудня 1930, Бєльці, Бессарабія, Румунія — листопад 1942, Усть-Лабінська, Краснодарський край, СРСР) — піонер-герой, розстріляний німцями.

## Життєпис
Син лікаря-хірурга Володимира Борисовича (Вольфа Берковича) Пінкензона (1900—1942) та його дружини Фейги Мойсеївни (Ушер-Мойшевни) Стопудіс (1904—1942), уродженки Кишинева. Його пращур Яків Львович Пінкензон, один із засновників медичної династії Пінкензонів, був найпершим лікарем Бєльцької земської лікарні з моменту її створення у 1882 році. Прадід, Шая Вігдорович Стопудіс, був кишинівським купцем першої гільдії, лісозаготівельником та орендарем, якому належали тютюнова фабрика, прибуткові будинки в Кишиневі та вотчини в Ізмаїльському повіті.
З дитинства вчився грати на скрипці, і коли йому було п'ять років, місцева газета вже писала про нього як про скрипача-вундеркінда.
У 1941 році Володимир Пінкензон отримав направлення у військовий госпіталь у станиці Усть-Лабінській. Влітку 1942 року станицю зайняли німецькі війська, до того ж настільки стрімко, що госпіталь не встигли евакуювати. Незабаром сім'ю Пінкензонів заарештували як євреїв. Разом з іншими засудженими на смерть їх вивели на берег Кубані, куди зігнали мешканців з усієї станиці. Солдати розставляли засуджених уздовж залізної огорожі перед глибоким ровом. Перед розстрілом Муся заграв на скрипці «Інтернаціонал» і одразу був убитий.
Після німецько-радянської війни подвиг Мусі Пінкензона став широко відомий спочатку через статті у центральній пресі та радіопередачі. Зокрема, в 1945 році інформація про його вчинок та загибель була опублікована в газеті «Правда». А потім вона була підхоплена не тільки в багатьох куточках СРСР, а й у Європі та Америці. На місці розстрілу скрипаля було встановлено обеліск, який наприкінці 1970-х років було замінено на бетонну пам'ятку.

## Увічнення пам'яті
- Ім'я Мусі Пінкензона носила піонерська дружина школи № 1 міста Усть-Лабінська[10], в ній діє експозиція про відважного уродженця Бессрарабії. На школі встановлена меморіальна дошка пам'яті Мусі з написом: «У цій школі навчався герой-піонер Муся Пінкензон. Розстріляний гітлерівськими фашистами у січні 1943 року». [11]
- Письменник Саул Іцкович (1934—1988) написав про нього книги «Муся Пінкензон» (видавництво Малюк, 1967)[12] з серії « Піонери-герої» (згодом ця книга була перекладена декількома мовами[13]) та «Розстріляна скрипка».
- За мотивами подвигу Мусі Пінкензона в СРСР було поставлено мультфільм « Скрипка піонера» (Союзмультфільм, 1971, режисер Борис Степанцев, автор сценарію Юрій Яковлєв, оператор Михайло Друян. 8 хв.).
- Колишній провулок Пушкіна в молдавському місті Бєльці з 2007 року носить його ім'я[14], а на нещодавно збудованому общинному будинку «Хесед Яаків» розміщено меморіальну дошку.
- У провулку на вулиці Руставелі у місті Тбілісі (Грузія) близько 34-го будинку встановлено пам'ятник Мусі Пінкензону.